# Bouquet di fiori
Bouquet di fiori è un dipinto a olio su tela (77x64 cm) realizzato tra il 1902 ed il 1904  dal pittore Paul Cézanne.
È conservato nel Museo Puškin di Mosca.
Si tratta di uno dei rarissimi casi in cui Cézanne scelse un soggetto floreale alla fine della sua carriera: non amava infatti, a differenza degli impressionisti, dipingere fiori come confessò a Joachim Gasquet: "Ai fiori ho rinunciato. Appassiscono subito".